# Schlacht bei Ravenna (1512)
Liga von Cambrai (1508–1510) 

Agnadello – Padua – Polesella – Mirandola
Heilige Liga (1510/11–1516) 

Brescia – Ravenna – Navarra – St. Mathieu – Novara – Guinegate – Dijon – Flodden Field – La Motta – Marignano
Vertrag von Noyon – Vertrag von Brüssel
Die Schlacht bei Ravenna vom 11. April 1512 war eine Schlacht im Rahmen der Italienkriege in der Auseinandersetzung zwischen Ludwig XII. von Frankreich und Papst Julius II. Der vollständige Sieg der Franzosen half jedoch nicht, Norditalien zu sichern, vielmehr mussten sie sich im August 1512 aus der Region zurückziehen.

## Vorgeschichte
Im Februar 1512 begannen die französischen Truppen in Italien, seit einiger Zeit unter dem Kommando von Gaston de Foix, Herzog von Nemours, stehend, mit der Eroberung von Städten der Romagna und des Veneto, um der Heiligen Liga die Kontrolle auch dieser Regionen zu entreißen. Obwohl er zahlreiche Erfolge vorzuweisen hatte, war sich Gaston de Foix darüber im Klaren, dass die vom englischen König Heinrich VIII. angedrohte Invasion Frankreichs einen großen Teil seiner Armee nach Frankreich zurückrufen werde. Daher drängte er darauf, zuvor den Gegner zu einer Entscheidungsschlacht zu zwingen. Im späten März marschierten die Franzosen gemeinsam mit Alfonso I. d’Este, Herzog von Ferrara, von Bologna aus nach Osten und begannen mit der Belagerung Ravennas, das von päpstlichen Truppen verteidigt wurde.
Alarmiert durch die Gefahr, seine letzte Festung in der Romagna zu verlieren, verlangte und bekam Papst Julius II. eine Armee, die unter dem Kommando von Ramón de Cardona, dem spanischen Vizekönig von Neapel, auszog, um die Stadt zu befreien. Am 9. April hatten sie Forlí hinter sich gelassen und zogen nun den Fluss Ronco entlang nach Norden. Am nächsten Tag erreichten sie Molinaccio und befanden sich damit etwa zwei Kilometer südlich der französischen Position, nur durch den Fluss von ihnen getrennt. Gaston de Foix, dem es an Vorräten mangelte und der angesichts des zu erwartenden Rückzugsbefehls zunehmend nervös wurde, befahl den Angriff für den nächsten Tag.

## Vorbereitungen
Die Stärke, Positionen und Befehlshaber beider Armeen sind unklar, da von den Historikern hierzu unterschiedliche Aussagen gemacht werden. Die französische Armee stellte sich in einem Bogen östlich von Cardonas befestigtem Feldlager auf; direkt am Fluss standen 900 schwere Reiter unter dem Befehl von Jacques de la Palice und Alfonso d’Este, daneben die Masse der Infanterie. Nach Charles Oman bestand sie aus drei Einheiten: 3.500 Gascogner Armbrustschützen, 5.000 Landsknechte unter Jacob Empser(Jakob von Ems), sowie 3.000 Picarden und Gascogner unter Thomas Bohier, dem Seneschall der Normandie. Frederick Taylor erwähnt lediglich zwei Einheiten: 9.500 Landsknechte unter Empser und  Philipp von Freiberg und 8.000 „Gascognische Bogenschützen und Picardische Pikeniere“ unter de Molart. Die schwere Kavallerie des Hauptfelds, 780 Mann, stand entweder unter dem Kommando von Bohier alleine, oder aber von Bohier gemeinsam mit Odet de Foix, Louis d’Ars und Pierre du Terrail. Auch die Stellung der Kavallerie ist unklar: Nach Oman und Thomas Arnold standen sie innerhalb des Bogens links von der Infanterie, während Taylor sie weiter hinten sieht, unmittelbar am Fluss. Weiter entfernt von den französischen Linien – jenseits der Kavallerie nach Arnold und Oman, oder direkt an der Flanke der Infanterie nach Taylor – befand sich der hintere Teil der Armee unter Yves d’Alègre. Er bestand aus rund 4.000 Mann zumeist italienischer Infanterie unter Frederigo de Bozzolo, flankiert auf der äußersten Linken von etwa 2.000 Mann leichter Kavallerie unter Gian Bernardo Caracciolo.
Die Positionen der Gegenseite sind genauso in der Diskussion. Oman sagt, dass „die Anordnung von Cardonas Armee ist, obwohl sie von mehr als einem Berichterstatter ausführlich beschrieben wird, nicht leicht festzustellen“. Am nördlichen Ende des Feldlagers, in der Nähe des Flusses, stand die Kavallerie der Vorhut, bestehend aus rund 670 päpstlichen schweren Reitern unter Fabrizio Colonna. Weiter den Fluss entlang befanden sich noch zwei Einheiten schwerer Kavallerie: die Hauptlinie, 565 Männer unter dem Marquis de La Palude, und die Nachhut, 490 Männer unter Alfonso Carvajal. Taylor teilt die Infanterie der Liga in vier Blöcke auf: drei Divisionen spanischer Infanterie, jeder aus vier Säulen von 500 bis 600 Männern bestehend, und einer Einheit päpstlicher Infanterie, rund 2.000 Mann, unter dem Befehl von Pedro Navarro; Taylor sieht die Aufstellung der Infanterie tief gestaffelt parallel zum Fluss, jenseits der Kavallier und rechtwinklig zu den Schanzen. Oman und Arnold stellen die Infanterie in drei Reihen entlang der Schanzen auf; zur ersten Reihe ist keine Anzahl bekannt, die zweite wird mit 4.000 Mann angegeben, die dritte mit den spanischen Fußsoldaten und 2.000 päpstlichen Infanteristen war als Reserve gedacht. Jenseits der Infanterie – am vom Fluss entfernten Ende nach Taylor, am Ende der Reihe nach Oman und Arnold – stand die leichte Kavallerie, bestehend aus 1.500 bis 1.700 spanischen Jinetes (Reitern) und berittenen italienischen Arkebusieren unter dem Befehl von Fernando d’Avalos, dem Markgrafen von Pescara (siehe auch Avalos).

## Artilleriegefecht
Am 11. April überschritt Gaston den Ronco, um die Feinde aus ihrem Lager hervorzulocken.
Die vorrückenden französischen Truppen hielten rund 200 Schritt vor den feindlichen Linien. 
Das sporadische Artilleriefeuer, das angefangen hatte, als die Franzosen begannen, den Fluss zu überqueren, wurde nun zu einem dauerhaften Duell, das mehr als zwei Stunden dauerte. Der offene Schlagabtausch durch Artilleriefeuer war „die brutalste Kanonade zwischen zwei Armeen im Feld, die die Welt bisher gesehen hatte“ (Taylor) und „die erste ihrer Art in historischen Berichten“ (Bert Hall).
Gaston de Foix platzierte die Masse seiner Artillerie vor den französischen rechten Flügel und leitete das Feuer in das Lager der Liga. Navarro befahl seiner Infanterie, in Deckung zu gehen – die Soldaten versteckten sich in Gräben oder legten sich auf den Abhang zum Fluss hin – aber Colonnas schwere Kavallerie hatte keine Möglichkeit, in Deckung zu gehen und musste durch das Kanonenfeuer schwere Verluste hinnehmen. Die spanische Artillerie hingegen ignorierte die französische Kavallerie und richtete ihr Feuer auf die massierten Gascogner und Landsknechte im französischen Zentrum. Das spanische Feuer war, nach Oman, „maßlos tödlich“, die Verluste unter den französischen Infanteristen waren substantiell, mehr als 2000 Männer wurden getötet und die Gascogner wurden von der Artillerie so erschüttert, dass die Landsknechte sie mit ihren Piken zwingen mussten, auf dem Feld zu bleiben.
Unzufrieden mit dem Beschuss des Lagers von einer Seite begannen die Franzosen damit, es von den Flanken her anzugreifen. Der Herzog von Ferrara, der offensichtlich unabhängig von der Hauptarmee handelte, nachdem er den Fluss überquert hatte, hatte 24 seiner Kanonen hinter den Reihen der Franzosen auf den linken Flügel gebracht, und sah sich dort Pescaras leichter Kavallerie gegenüber. Aus dieser Position brachten Estes Geschütze der Kavallerie Pescaras und Carvajals schwere Verluste bei; das Feuer war so stark, dass es teilweise sogar über das Lager hinausging und französische Truppen auf der anderen Seite traf. Yves d’Alègre hatte einen ähnlichen Plan auf der anderen Flanke entwickelt; mit zwei schweren Kanonen überquerte er erneut den Ronco und positionierte sie direkt im Rücken von Colonnas Stellung. Das Feuer dieser beiden Geschütze führte zu massiven Verlusten bei Colonnas eng stehender Reiterei.

## Kavallerieangriffe
Das Ziel des spanischen Angriffs war die Hauptlinie der französischen Kavallerie unmittelbar am Fluss am Ende der französischen Linien. Der erste Angriff kam von der spanischen Nachhut und war so schlecht vorbereitet, dass er bereits zusammenbrach, bevor er die Franzosen erreichte. Wenig später griff der Hauptteil der schweren spanischen Reiterei mit Unterstützung der leichten Kavallerie unter Fernando d’Avalos Gaston de Foix und seine Männer an. Dies wurde schnell zu einem Gewühl, bis Verstärkungen auf beiden Seiten eintrafen. Die spanische Vorhut unter Fabrizio Colonna versuchte, die Franzosen in der Flanke anzugreifen, wurde von Jacque de la Palice aber aufgehalten und vernichtet, der sich anschließend dem zentralen Reiterkampf anschloss. Zu diesem Zeitpunkt brach ein großer Teil der spanischen Kavallerie ein und floh zurück ins Lager, von wo aus sie sich nach Süden, Richtung Forlí, zurückzogen. In ihrer Begleitung war Cardona, der es vermieden hatte, überhaupt an den Kämpfen teilzunehmen.

## Infanterieangriff
Die spanische Infanterie war bisher hinter den Verschanzungen in ihrem Lager geblieben, Navarro hatte sich geweigert, Colonna in den Kampf zu folgen. Jetzt wurden sie das Ziel eines Vorstoßes der französischen Infanterie, vor allem der Landsknechte und der gascognischen Bogenschützen. Navarro teilte seine Kräfte auf und schickte einen Teil seiner Männer gemeinsam mit der päpstlichen Infanterie den Fluss entlang, wo sie die gascognischen Linien durchbrachen und beträchtlichen Landgewinn machten, bevor sie durch die Ankunft französischer Kavallerie zum Rückzug gezwungen wurden. Der Hauptteil der spanischen Infanterie kämpfte mit den Landsknechten, die spanischen Rodeleros (Schwertkämpfer) tauchten unter den Piken weg und richteten ein erhebliches Blutbad an. Dabei fand der Führer der Landsknechte Jakob von Ems den Tod.  Colonna, der aus der Reiterschlacht zurückkam, griff mit den Resten seiner Kavallerie die Rückseite der französischen Linien an, die Pikeniere begannen zu wanken und zogen sich zurück.

## Schlussoffensive

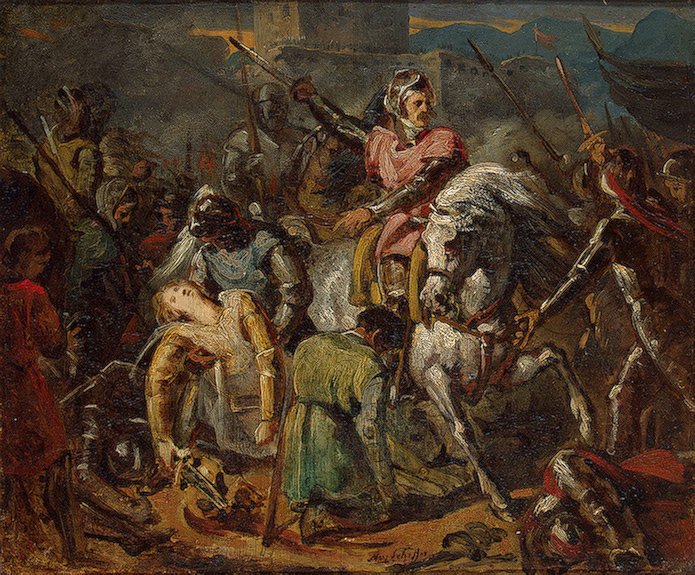
Der Tod des Gaston de Foix in der Schlacht bei Ravenna.
Ary Scheffer, Öl auf Leinwand, um 1824

Jetzt griff die französische Kavallerie die Spanier von allen Seiten an. Die spanische Infanterie brach unter den Angriffen zusammen, und während es mehreren Tausend gelang, den Fluss zu erreichen und sich ihm entlang zurückzuziehen, wurde die Mehrheit getötet. Colonna und Pedro Navarro fielen in Gefangenschaft. Gaston de Foix war über den gascognischen Rückzug unterrichtet und mit einer kleinen Gruppe nach Norden geritten. Am Fluss traf er auf spanische Infanterie auf dem Rückzug und wurde im folgenden Gefecht getötet.

## Nachwirkungen
Nach dem Tod von Gaston de Foix übernahm La Palice das Kommando, der wenig Interesse daran zeigte, die zurückweichenden Spanier zu verfolgen, und sich stattdessen wieder der Belagerung Ravennas zuwandte. Die Stadt fiel bald und wurde von den Franzosen geplündert. 
Rimini, Forli, Cesena, Cervia, Imola, Faenza öffneten dem Sieger ihre Tore. In wenig Tagen verlor der Papst die ganze Romagna, um deren Besitz er sich  gemüht hatte. Die Wege ins Königreich Neapel und nach Rom lagen offen. 
Doch nach der Schlacht wurden große Teile der Armee nach Frankreich zurückgerufen, und auch La Palice wurde im August nach erneuten Angriffen der Heiligen Liga gezwungen, sich aus Italien zurückzuziehen.
Die spanische Armee in Italien war bei Ravenna fast vollständig aufgerieben worden, Cardona stellte jedoch ein neues Heer auf, mit dem er 1513 in die Lombardei zog. In der Zwischenzeit kamen Navarro und Colonna frei, Colonna übernahm das Kommando einer italienischen Armee und Navarro trat in die Dienste der Franzosen.